# Lynn Conway
Lynn Conway (Mount Vernon, Nueva York; 2 de enero de 1938- Jackson, Míchigan; 9 de junio de 2024) fue una informática, inventora y activista transgénero estadounidense. Trabajó para IBM en la década de 1960 e inventó el “generalised dynamic instruction handling”, de importancia para el paradigma de ejecución “Out-of-order” de las computadoras. IBM la despidió en 1968 después de reafirmarse transexual y planificar una reasignación de sexo.

## Educación y primeros años
Creció en White Plains, Nueva York. De pequeña era tímida y experimentó disforia de género. Le fascinaba la astronomía, y era buena en matemáticas y ciencias en el colegio. Accedió al MIT con buenas notas pero lo acabó abandonando al intentar someterse a una cirugía de reasignación de sexo, que resultó fallida dado el clima médico de aquel tiempo. Tras trabajar como ingeniera electrónica durante varios años, retomó su educación en la Universidad de Columbia, en la facultad de Ingeniería y Ciencias Aplicadas, logrando un B.S. (Bachelor of Science) y un M.S.E.E. (Master of Science in Electrical Engineering).

## Primeras investigaciones en IBM
Conway fue reclutada por IBM Research en Yorktown Heights, Nueva York, en 1964, y pronto fue seleccionada para unirse al equipo de diseño de arquitectura de computadoras y supercomputadoras avanzadas. Allí trabajo junto a John Cocke, Herbert Schorr, Ed Sussenguth, Fran Allen y otros investigadores de IBM del proyecto ACS, inventando planificadores dinámicos para problemas de lanzamiento múltiple. El Museo de la Historia de la Computación ha declarado que "las máquinas ACS parecen ser los primeros diseños superescalares, un paradigma de diseño de arquitectura ampliamente utilizado en los microprocesadores modernos de alto rendimiento."

## Cambio de género
Tras enterarse de la investigación pionera de Harry Benjamin respecto al tratamiento de transexuales y darse cuenta de que la cirugía de reasignación genital era posible, Conway solicitó su ayuda y se convirtió en su paciente. Tras sufrir depresión dada su disforia de género, Conway contactó con Benjamin, quien aceptó proveerle asesoramiento y preescribirle una terapia de sustitución hormonal. Bajo el cuidado de Benjamin, Conway comenzó su cambio de sexo.
Aunque guardaba la esperanza de poder hacer la transición sin perder el empleo, IBM la despidió en 1968 tras revelar su intención de transicionar.

## Carrera como informática
En 1968 completó su cambio de género, Conway tomó un nuevo nombre e identidad y retoma su carrera, en lo que ella definió como "modo sigiloso", como programadora de Aplicaciones de Computadores. Durante 1969-1972 trabajó en Memorex como diseñadora de sistemas digitales y arquitectura de computadores.
Conway se unió a Xerox PARC en 1973 donde dirigió un grupo de “Sistemas LSI”. Colabora con Carver Mead de Caltech en la metodología del diseño VLSI, fue coautora de Introduction to VLSI Systems, un trabajo pionera que pronto se convertiría en un libro de texto estándar en el diseño de chips, y que en 1983 era utilizado en más de 100 universidades. Los primeros cursos de Mead y Conway significaron la revolución en el diseño de sistemas VLSI.
En 1978 Conway trabajó como profesora asociada de Ingeniería Electrónica e Informática en el M.I.T.. Este curso sirvió para validar los nuevos métodos de enseñanza y el nuevo libro de texto, lo que supondría el establecimiento de un nuevo plan de estudios y una nueva guía para el profesor que se instauró en todo el mundo.
Entre las contribuciones de Conway destacan las nuevas reglas de diseño de chips en gran medida simplificadas y la inyección de una nueva infraestructura basada en internet para la rápida fabricación de prototipos y chips. La nueva infraestructura se globalizó como el sistema MOSIS en 1981. Desde entonces, se han fabricado más de 50.000 circuitos diseñados para comerciales, agencias gubernamentales e instituciones de educación y de investigación de todo el mundo. El investigador Carlos Seitz comentó que MOSIS representa el avance transcurrido desde el pionero trabajo de Eckert y Mauchley en el ENIAC a finales de 1940 provocando que las universidades y pequeñas empresas pudieran tener acceso a la tecnología digital de última generación.
Los métodos de investigación Mead-Conway para desarrollar la metodología de diseño VLSI y el prototipo MOSIS se documenta en un informe de 1981 en Xerox. Describe el impacto de la obra Mead-Conway y ahora formando una serie de visiones generales históricas de la informática. Conway y sus compañeros han compilado un archivo en línea con los documentos originales de ese trabajo.
A principio de la década de 1980, Conway dejó Xerox para unirse a DARPA, donde fue una arquitecta clave de la computación estratégica del Departamento de Defensa, programa que estudia la computación de alto rendimiento, tecnología de sistemas autónomos y la tecnología de armas inteligentes.
Conway se unió a la Universidad de Míchigan en 1985 como profesora de ingeniería eléctrica e informática, y decano asociada a la ingeniería. Allí trabajó en la comunicación visual y el control de sondeo para el sistema básico y conceptos de interfaz de usuario según sea aplicable a la comunicaciones de internet/banda ancha de cable. Se retiró de la enseñanza y de la investigación activa en diciembre de 1998, como profesora emérita de Míchigan.

## Vida personal
Viviendo como hombre, Conway estuvo casada con una mujer con la que tuvo dos hijos. Tras perder su empleo en IBM recomenzó su carrera como mujer, trabajando como programadora.
En 1987 conoció a su marido, Charles "Charlie" Rogers, un ingeniero que comparte su interés en las actividades al aire libre, como piragüismo en agua dulce y las motos de motocross. Pronto empezaron a vivir juntos, y compraron una casa en 1994 de 97.000 metros cuadrados en una pradera, junto a un pantano y un bosque, en una zona rural de Míchigan. El 13 de agosto de 2002 se casaron. En 2014, la revista "University of Michigan's The Michigan Engineer alumni magazine" documentó las conexiones existentes entre las investigaciones de Conway en la ingeniería y sus aventuras en su vida personal.
Después de hacer pública su historia, comenzó a trabajar en el activismo transgénero, con la intención de iluminar y normalizar los problemas de identidad de género y los procesos de transición de género. Conway ha trabajado para proteger y ampliar los derechos de las personas trans. Ella ha proporcionado asistencia directa e indirecta a muchas otras mujeres trans que pasan por la transición y mantiene un sitio web bien conocido la provisión de recursos emocionales y médicas y consejos. Partes se han traducido a la mayoría de los idiomas más importantes del mundo. Ella mantiene una lista de muchas personas transexuales post-transición con éxito, a, en sus palabras proporcionar modelos de conducta para las personas que se enfrentan a la transición de género. 
Conway ha defendido con firmeza la igualdad de oportunidades y las protecciones de empleo para las personas trans en la industria de alta tecnología, así cómo también advoca por la eliminación de la patologización de las personas trans por la comunidad de psiquiatría. También fue una persona clave en la campaña contra el libro de J. Michael Bailey The Man Who Would Be Queen, el cual tuvo recepción mayoritariamente negativa por la comunidad trans. Conway, junto con la académica Deirdre McCloskey escribieron cartas a la Universidad de Northwestern, acusando a Bailey, de conducir observaciones íntimas de seres humanos en su investigación, sin decirles que eran objetos del estudio.
Conway fue miembro del reparto en la primera presentación con intérpretes exclusivamente trans de Los Monólogos de la Vagina en Los Ángeles en 2004, para luego figurar en un documental sobre ese evento titulado Beautiful Daughters.
En 2009, Conway fue nombrada una de les "Stonewall 40 héroes trans" en el 40 aniversario de los disturbios de Stonewall por las organizaciones de activismo LGBT International Court System y National LGBTQ Task Force de Estados Unidos. En 2013, con el apoyo de prominentes líderes del segmento de la alta tecnología, Conway y su colega Leandra Vicci de la Universidad de Carolina del Norte en Chapel Hill impulsaron y lograron la modificación del Código de Ética del Instituto de Ingenieros Eléctricos y Electrónicos (IEEE) para volverlo inclusivo del colectivo LGBT. Ese código, conocido dentro de la profesión tanto como un código de honor como una de la ética, se volvió plenamente inclusivo LGBT en enero de 2014, ofreciendo un marco que alcanza a la mayor sociedad profesional de la ingeniería del mundo, con 425000 miembros en 160 países. En 2014, la revista Time Magazine Lynn como una de las 21 personas trans que influyeron sobre la cultura estadounidense. En 2015 fue seleccionada para su inclusión en La Trans100. En 2020 fue entrevistada por su activismo trans por el Trans Activism Oral History Project.